# Kent Mitchell
Henry KentMitchell (Albany, 29 de marzo de 1939) es un deportista estadounidense que compitió en remo como timonel. Participó en dos Juegos Olímpicos de Verano en los años 1960 y 1964, obteniendo dos medallas, bronce en Roma 1960 y oro en Tokio 1964.

## Palmarés internacional
| Juegos Olímpicos | Juegos Olímpicos | Juegos Olímpicos  | Juegos Olímpicos |
| Año              | Lugar            | Medalla           | Prueba           |
| ---------------- | ---------------- | ----------------- | ---------------- |
| 1960             | Roma (Italia)    | Medalla de bronce | Dos con timonel  |
| 1964             | Tokio (Japón)    | Medalla de oro    | Dos con timonel  |